# Raymond Xuereb
Raymond Xuereb (22 settembre 1952) è un ex calciatore maltese, di ruolo attaccante.

## Carriera

### Club
Ha giocato nella prima divisione maltese, di cui è anche stato capocannoniere per tre volte.

### Nazionale
Tra il 1971 ed il 1985 ha totalizzato complessivamente 45 presenze e 6 reti con la nazionale maltese.

## Palmarès

### Club

#### Competizioni nazionali
- Campionato maltese: 3

Floriana: 1972-1973, 1974-1975, 1976-1977
- Coppa di Malta: 1

Sliema Wanderers: 1971-1972

### Individuale
- Calciatore maltese dell'anno: 1

1976-1977